# 280 Philia
280 Philia är en asteroid i huvudbältet, som upptäcktes den 29 oktober 1888 av den österrikiske astronomen Johann Palisa. Asteroiden fick senare namn efter Philia, en av nymferna i den grekiska mytologin som uppfostrade Dionysos.
Philias senaste periheliepassage skedde den 17 november 2020. Dess rotationstid har beräknats till 70,26 timmar.